# Ackera Nugent
Ackera Nugent (Kingston, 29 aprile 2002) è un'ostacolista giamaicana.

## Biografia
Nel 2018 vince la medaglia di bronzo nei 100 m ostacoli ai Giochi olimpici giovanili estivi a Buenos Aires. Nel 2021 vince la medaglia d'oro ai Mondiali U20 a Nairobi. Nel 2023 ha gareggiato ai Campionati del mondo di Budapest, dove si è classificata quinta nella finale. Nel 2025 conquista la medaglia di bronzo nei 60 metri ostacoli ai mondiali indoor di Nanchino.

## Record nazionali
Seniores
- 60 metri ostacoli indoor: 7"72 ( Albuquerque, 10 marzo 2023)
- 100 metri ostacoli: 12"24 ( Roma, 30 agosto 2024)

## Progressione

### 100 metri ostacoli
| Stagione | Misura | Luogo           | Data      | Rank. Mond. |
| -------- | ------ | --------------- | --------- | ----------- |
| 2024     | 12"28  | Kingston        | 30-6-2024 |             |
| 2023     | 12"43  | Baton Rouge     | 13-5-2023 |             |
| 2022     | 12"45  | Lubbock         | 15-5-2022 |             |
| 2021     | 12"76  | College Station | 29-5-2021 |             |
| 2020     | 14"01  | Kingston        | 8-3-2020  |             |
| 2019     | 13"24  | George Town     | 22-4-2019 |             |
| 2018     | 13"54  | Kingston        | 16-6-2018 |             |
| 2017     | 13"93  | Kingston        | 6-5-2017  |             |

### 60 metri ostacoli indoor
| Stagione | Misura | Luogo       | Data      | Rank. Mond. |
| -------- | ------ | ----------- | --------- | ----------- |
| 2023/24  | 7"80   | New York    | 11-2-2024 |             |
| 2022/23  | 7"72   | Albuquerque | 10-3-2023 |             |
| 2021/22  | 7"89   | Lubbock     | 11-2-2022 |             |
| 2020/21  | 7"91   | Lubbock     | 26-2-2021 |             |

## Palmarès
| Anno | Manifestazione              | Sede         | Evento             | Risultato | Prestazione | Note                                     |
| ---- | --------------------------- | ------------ | ------------------ | --------- | ----------- | ---------------------------------------- |
| 2018 | Mondiali U20                | Tampere      | 4x100 m            | Batteria  | dq          |                                          |
| 2018 | Olimpiadi giovanili         | Buenos Aires | 100 m hs           | Bronzo    | 26"41       | [ 1 ] [ 2 ]                              |
| 2019 | Campionati NACAC U18        | Querétaro    | 100 m hs (76,2 cm) | Argento   | 13"50       |                                          |
| 2019 | Campionati NACAC U18        | Querétaro    | 4x100 m            | Oro       | 45"05       |                                          |
| 2019 | Campionati panamericani U20 | San José     | 100 m hs           | Argento   | 13"37       |                                          |
| 2021 | Campionati NACAC U20        | San José     | 110 m hs           | Oro       | 13"64       |                                          |
| 2021 | Mondiali U20                | Nairobi      | 100 m hs           | Oro       | 12"95       |                                          |
| 2023 | Mondiali                    | Budapest     | 100 m hs           | 5ª        | 12"61       | [ 3 ] [ 4 ]                              |
| 2024 | Giochi olimpici             | Parigi       | 100 m hs           | Finale    | dnf         |                                          |
| 2025 | Mondiali indoor             | Nanchino     | 60 m hs            | Bronzo    | 7"74        | Miglior prestazione personale stagionale |

## Campionati nazionali
2021
- 6ª ai campionati giamaicani (Kingston), 100 m hs - 13"15

2023
- Argento ai campionati giamaicani (Kingston), 100 m hs - 12"67

## Altre competizioni internazionali
2018
- Argento ai CARIFTA Games U18 ( Nassau), 100 m hs - 13"35

2019
- Oro ai CARIFTA Games U20 ( George Town), 100 m hs - 13"24